# Hans Felder der Ältere

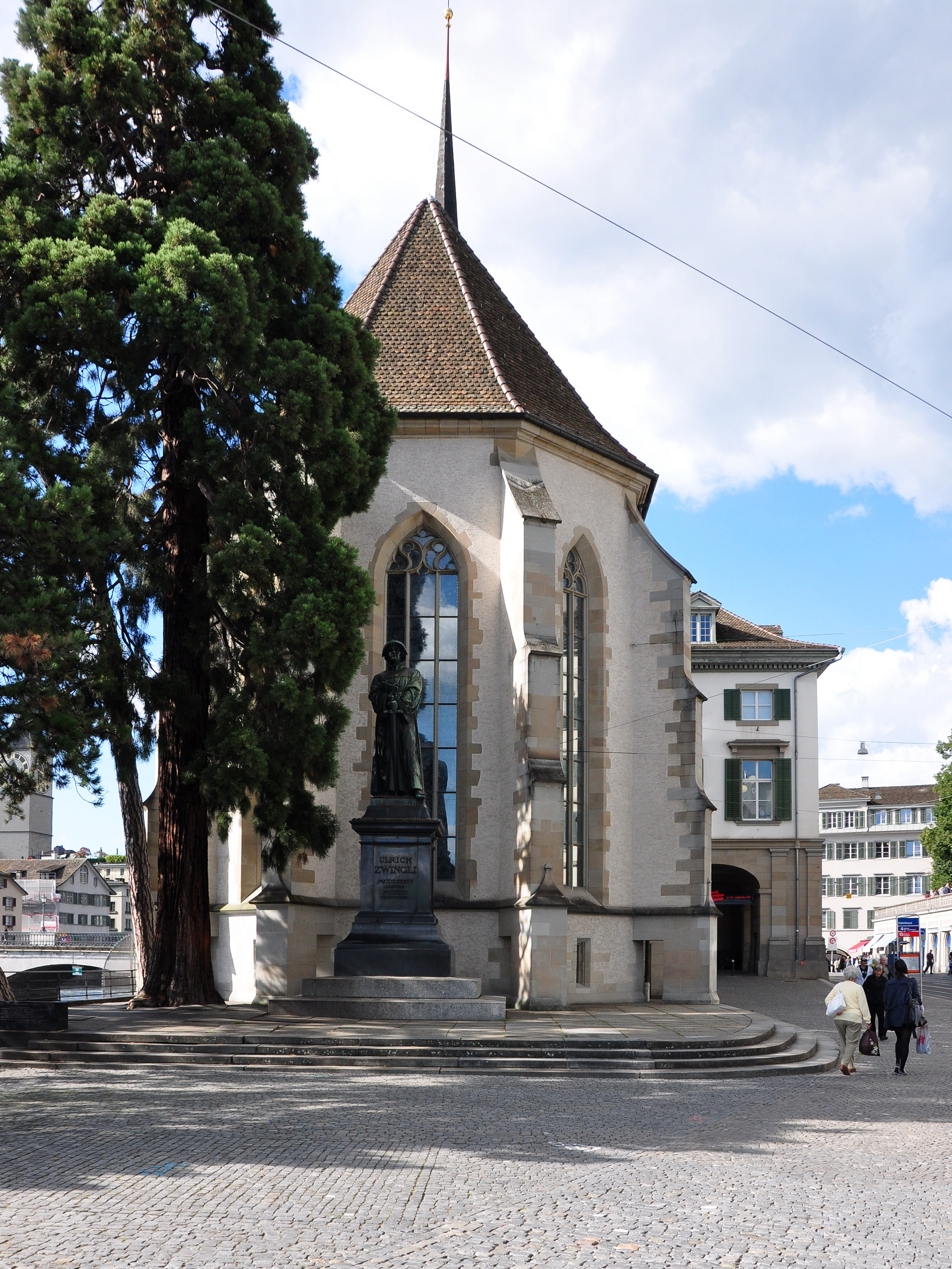
Chor der Wasserkirche in Zürich

Hans Felder (* vor 1440 in Oettingen; † nach 1504) war ein Baumeister der Spätgotik. Sein Werk ist durch «einfache, konsequent gestaltete architektonische Lösungen» geprägt.

## Leben und Werk
Hans Felder stammte aus Oettingen in Bayern und wurde 1466 erstmals als Stadtwerkmeister von Luzern erwähnt. Neun Jahre später wurde er in Zürich eingebürgert. Von 1475 bis 1489 war er dort Stadtwerkmeister. Der Sturz und die Hinrichtung Hans Waldmanns waren wohl der Grund für Felders Entlassung. Er wurde 1504 letztmals erwähnt. Der um 1510 nachweisbare Bau- und Steinmetzmeister Hans Felder ist vermutlich sein Sohn.

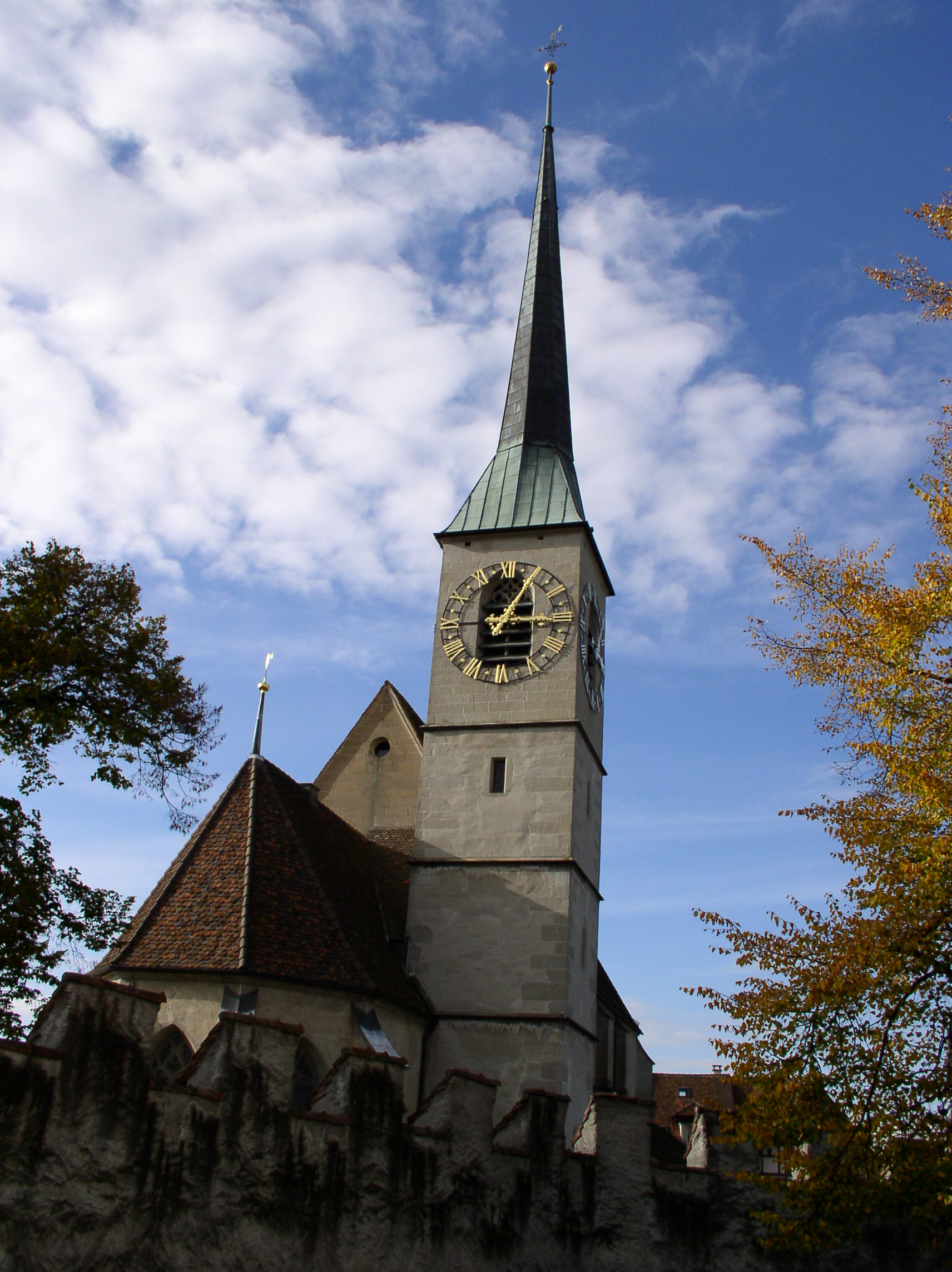
St. Oswald in Zug

Felder baute von 1473 bis 1475 die Kapelle St. Wolfgang in der Zuger Vogtei Hünenberg. Am Bauwerk ist sein Steinmetzzeichen nachgewiesen. Die Zürcher Wasserkirche (1479–1484) und St. Oswald in Zug (1478–1483 und 1492–1494) gelten als Felders Hauptwerke. Der Zytturm von 1480 und die 1478 begonnene Zuger Stadtmauer sind seine einzig bekannten profanen Bauwerke. Chor und Turm der Pfarrkirche in Egg (1493–1495) und wahrscheinlich die Pfarrkirche in Pfäffikon (1484–1488) sowie der Chor der Pfarrkirche von Meilen (1493–1495) werden ihm ebenfalls zugeschrieben.

## Belege
1. 1 2 3  Heinz Horat: Hans Felder. In: Historisches Lexikon der Schweiz.  21. November 2013.
2. ↑  Marianne Rolle: Hans Felder. In: Historisches Lexikon der Schweiz.  10. April 2006.

| Personendaten    | Personendaten              |
| ---------------- | -------------------------- |
| NAME             | Felder, Hans der Ältere    |
| ALTERNATIVNAMEN  | Felder, Hans               |
| KURZBESCHREIBUNG | eidgenössischer Baumeister |
| GEBURTSDATUM     | vor 1440                   |
| GEBURTSORT       | Oettingen in Bayern        |
| STERBEDATUM      | nach 1504                  |